# Baia di Stonehouse
La baia di Stonehouse è una baia larga circa 9 km  situata sulla costa sud-orientale dell'isola Adelaide davanti alla costa di Loubet, sulla costa occidentale della Terra di Graham, in Antartide. All'interno della baia, situata sul lato occidentale del fiordo di Laubeuf e le cui estremità sono costituite da punta Cholchol, a sud, e da capo Curuzú Cuatiá, a nord, si getta il ghiacciaio più grande di tutta l'isola Adelaide, ossia lo Shambles.

## Storia
La baia di Stonehouse fu scoperta e mappata nel 1909 durante la seconda spedizione antartica comandata dal francese Jean-Baptiste Charcot, svoltasi dal 1908 al 1910. Essa è stata poi mappata più dettagliatamente dopo una ricognizione fatta nel 1936 dalla spedizione britannica nella Terra di Graham, svoltasi dal 1934 al 1937 e comandata da John Rymill, e poi dopo altre ricognizioni effettuate tra il 1948 e il 1950 da parte del British Antarctic Survey, al tempo ancora chiamato Falkland Islands Dependencies Survey (FIDS). La baia è stata così battezzata in onore di Bernard Stonehouse, un meteorologo del FIDS, di base sull'isola Stonington nel 1949 e comandante della squadra del FIDS che esplorò la baia nel 1948.